# 強肩
| ウィキペディアには「強肩」という見出しの百科事典記事はありません（タイトルに「強肩」を含むページの一覧/「強肩」で始まるページの一覧）。 代わりにウィクショナリーのページ「強肩」が役に立つかもしれません。 |